# Bayramören
Bayramören ist eine Stadt und ein Landkreis der türkischen Provinz Çankırı. Die Kreisstadt liegt etwa 50 Kilometer nordwestlich der Provinzhauptstadt Çankırı und beherbergt etwa ein Fünftel der Kreisbevölkerung.

## Landkreis
Bayramören ist der zweitkleinste Landkreis der Provinz und weist auch die niedrigste Bevölkerungszahl auf. Er liegt im Norden der Provinz und grenzt im Südosten an den Kreis Kurşunlu, im Südosten an den Kreis Atkaracalar, im Südwesten an den Kreis Çerkeş. Provinzüberschreitende Grenzen hat er mit den Kreisen Ovacık (Provinz Karabük) im Nordwesten sowie Araç (Provinz Kastamonu) im Norden.
Bayramören ist über eine Landstraße mit Kurşunlu und der Europastraße 80 im Süden sowie mit Araç und der Fernstraße D030 im Norden verbunden. Die Kreisstadt liegt am Fluss Gerede Çayı. Dieser fließt ostwärts bis zur Grenze des Kreises, wendet sich nach Norden und trägt später die Bezeichnung Soğanlı Çayı. Der Landkreis liegt im westlichen Teil des Gebirgszuges Ilgaz Dağları, höchste Erhebung ist mit 1486 Metern der Çilek Tepesi.
Der Landkreis wurde am 20. Mai 1990 vom nördlichen Teil des Kreises Kurşunlu abgespalten. Bayramören war bis dahin ein eigener Bucak in diesem Kreis und hatte zur Volkszählung 1985 5092 Einwohner. Neben der Kreisstadt besteht der Landkreis noch aus 27 Dörfern (Köy) mit durchschnittlich 78 Bewohnern. Karakuzu ist mit 157 Einwohnern das größte Dorf. Die Bevölkerungsdichte des Landkreises Bayramören liegt mit 8,4 Einwohnern je km² unter dem Provinzdurchschnitt von 26 Einwohnern je km².